# Швейная машина

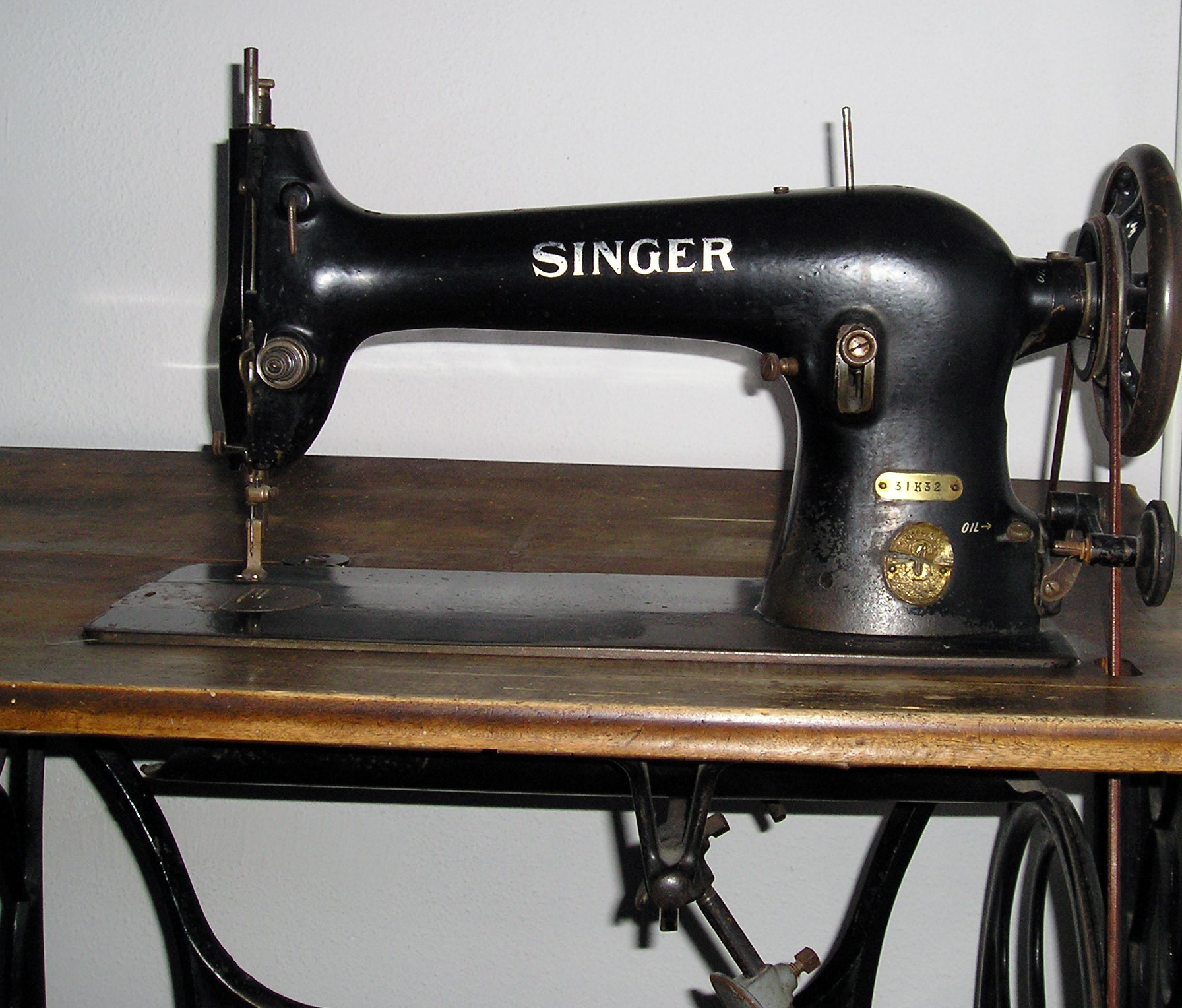
Швейная машинка Зингер с ножным приводом

компактная швейная машинка, похожа на степлер

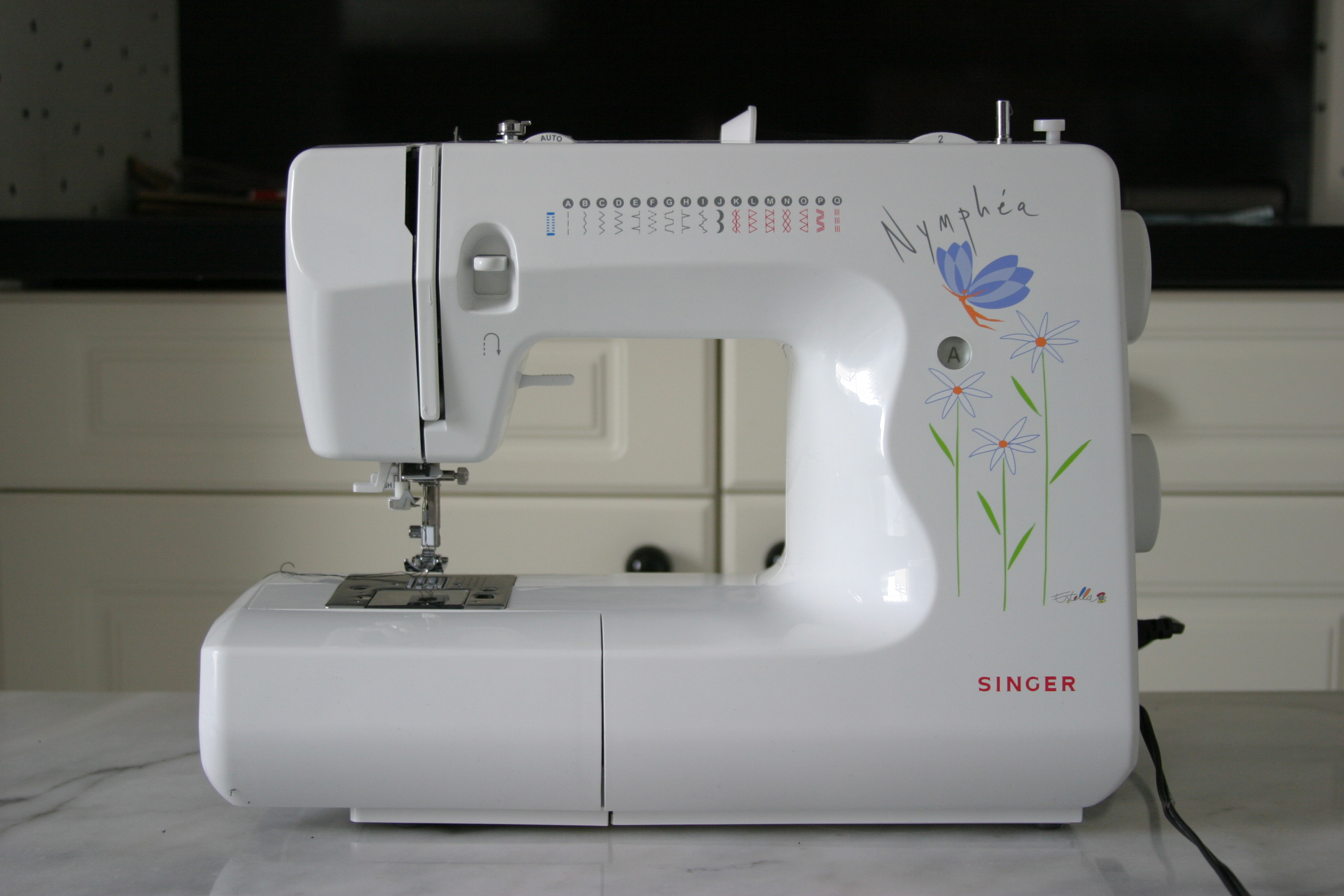
современная швейная машина «Зингер» с электроприводом

Швейная машина — техническое устройство для соединения и отделки материалов методом шитья. Швейные машины применяются в швейной, трикотажной, обувной и других отраслях лёгкой промышленности, а также в быту. Швея, работающая на швейной машине, называется швеёй-мотористкой.

## История изобретения швейной машины
Создание швейной машины произошло во второй половине XVIII века. Первые швейные машины отличались тем, что полностью копировали метод ручного получения стежка. В 1755 году инженер немецкого происхождения Чарльз Фредрик Визенталь, работающий в Англии, получил первый британский патент за механическое устройство, помогающее шитью. Его изобретение состояло из иглы с двумя заостренными концами с ушком на одном конце.
В 1790 году английский изобретатель Томас Сэйнт изобрёл первый дизайн швейной машины, но он не смог успешно рекламировать или продавать своё изобретение. Его машина предназначалась для использования на коже и холсте. Вполне вероятно, что у Сэйнта была рабочая модель, но она не сохранилась; его устройство включало в себя множество практически функциональных функций: выступающий рычаг, механизм подачи (достаточный для коротких отрезков кожи), вертикальную игольницу и петлитель. Его швейная машина использовала метод цепного стежка, в котором машина использует одну нить, чтобы сделать простые стежки в ткани. Машина Сэйнта была разработана для помощи в изготовлении различных изделий из кожи, включая сёдла и уздечки, но она также была способна работать с холстом и использовалась для пошива парусов на кораблях. Хотя его машина была очень продвинутой для той эпохи, концепция машины должна была постоянно совершенствоваться в ближайшие десятилетия. В 1874 году производитель швейных машин Уильям Ньютон Уилсон обнаружил чертежи Сэйнта в Патентном ведомстве Великобритании, внёс коррективы в петлитель и собрал рабочую машину, в настоящее время принадлежащую Музею науки в Лондоне.
В 1804 году англичане Томас Стоун и Джеймс Хендерсон создали швейную машину, а Джон Дункан в Шотландии сконструировал машину для вышивания. В 1807 году австрийский портной Йозеф Мадерспергер начал разработку своей первой швейной машины и представил свою первую рабочую машину в 1814 году. Получив финансовую поддержку от своего правительства, он работал над развитием своей машины до 1839 года, когда он сконструировал машину, имитирующую процесс плетения с использованием цепного стежка. Мадерспергер создал иглу с ушком у острого конца. Спустя несколько лет Фишер, Гиббоне, Уолтер Хант, Элиас Хоу и другие инженеры начали работать над получением стежка с помощью иглы с ушком.
В 1830 году Бартелеми Тимонье получил патент на швейную машину и открыл первую в мире механизированную швейную фабрику.
В 1845 году Элиас Хоу в США разработал челночный стежок и получил патент на швейную машину с этим стежком, которая работала со скоростью 300 стежков в минуту. Особенностью механизма этой машины было то, что игла двигалась горизонтально, а сшиваемые ткани располагались в вертикальной плоскости и могли перемещаться только по прямой линии, что вызывало некоторое неудобство.
В 1850 году в швейном аппарате А. Вильсона, а позже, в 1851 году, и в машинах Зингера и Гиббса игла двигалась вертикально, а ткань, прижатая специальной лапкой, располагалась на горизонтальной платформе и её продвижение осуществлялось прерывисто движущимся зубчатым колесом, а впоследствии — зубчатой пластинкой. Компания Singer Сompany придерживалась принципа доступности и продавала свои швейные машины в рассрочку. Открыв несколько фабрик в Америке, Singer начал открывать производства и в других странах. В России завод «Зингер» работал в Подольске с 1902 до 1918 года, выпуская по 2 500 машин в день.После революции завод «Зингер» был национализирован и преобразован в «Подолський механический завод», где в начале 1960-х была создана швейная машина «Чайка». 
С каждой созданной моделью конструкция швейной машины усложнялась и совершенствовалась, они становились более быстроходными и специализированными. 

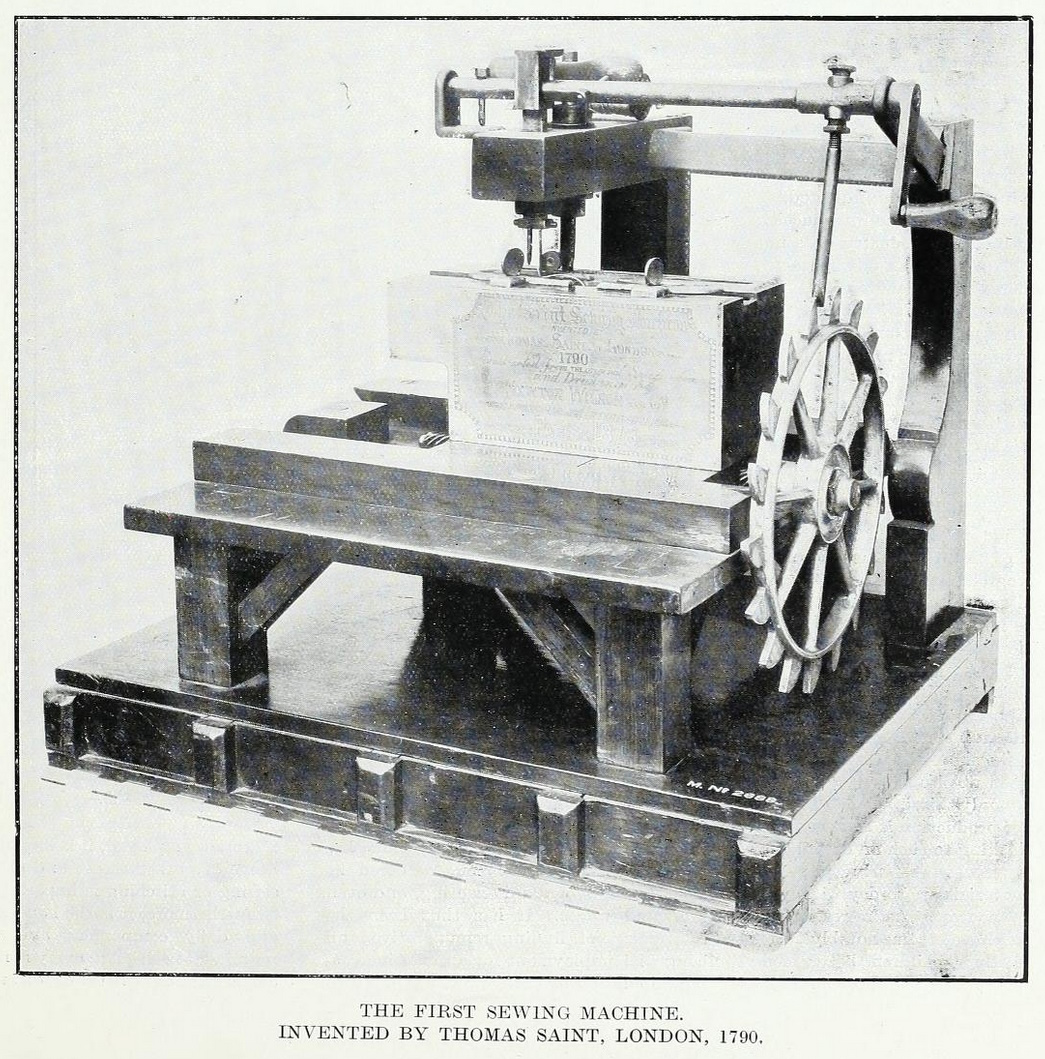
швейная машина Томаса Сэйнта 1790 года
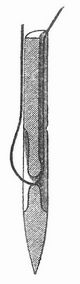
Острый конец иглы швейной машинки
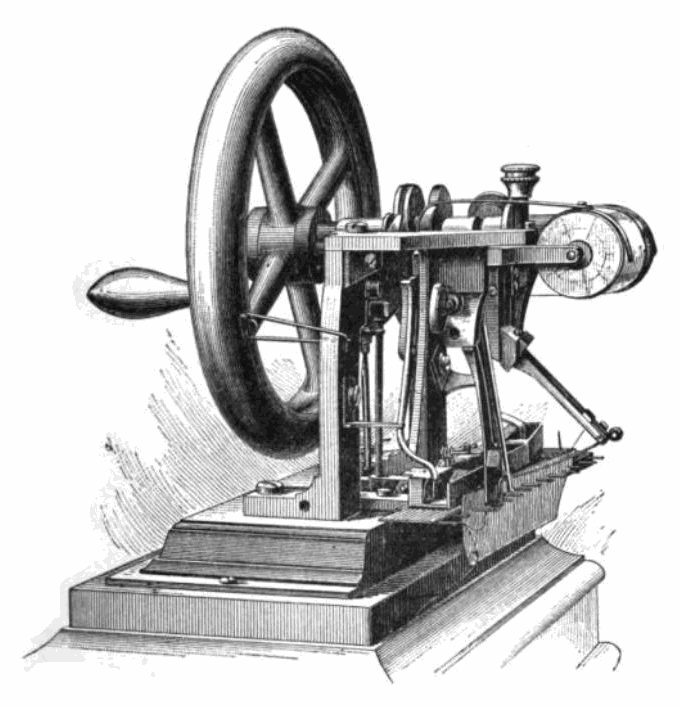
Швейная машина, изобретённая Элиасом Хоу в 1845 г.
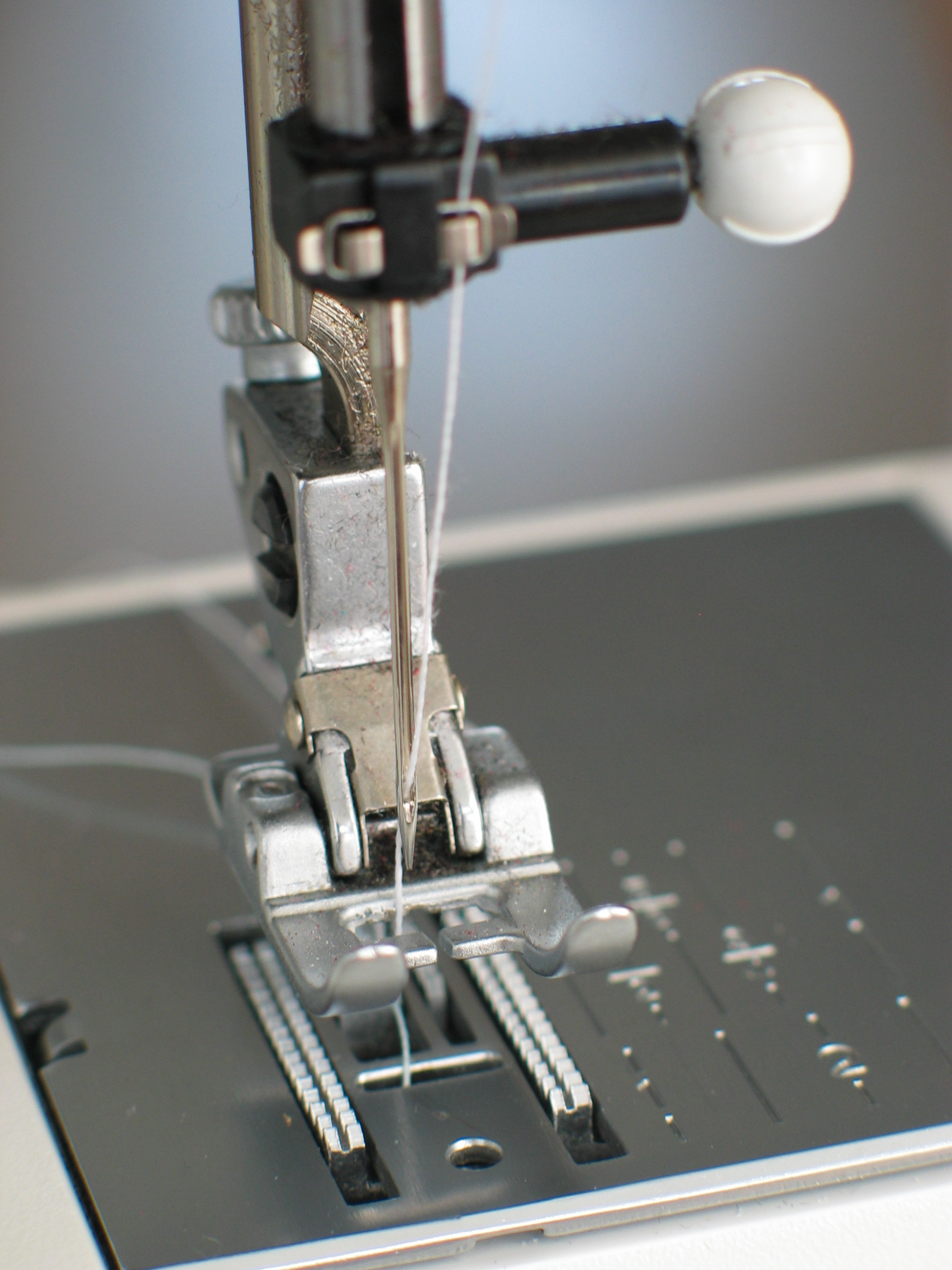
Игольная пластина, лапка и транспортёр швейной машины
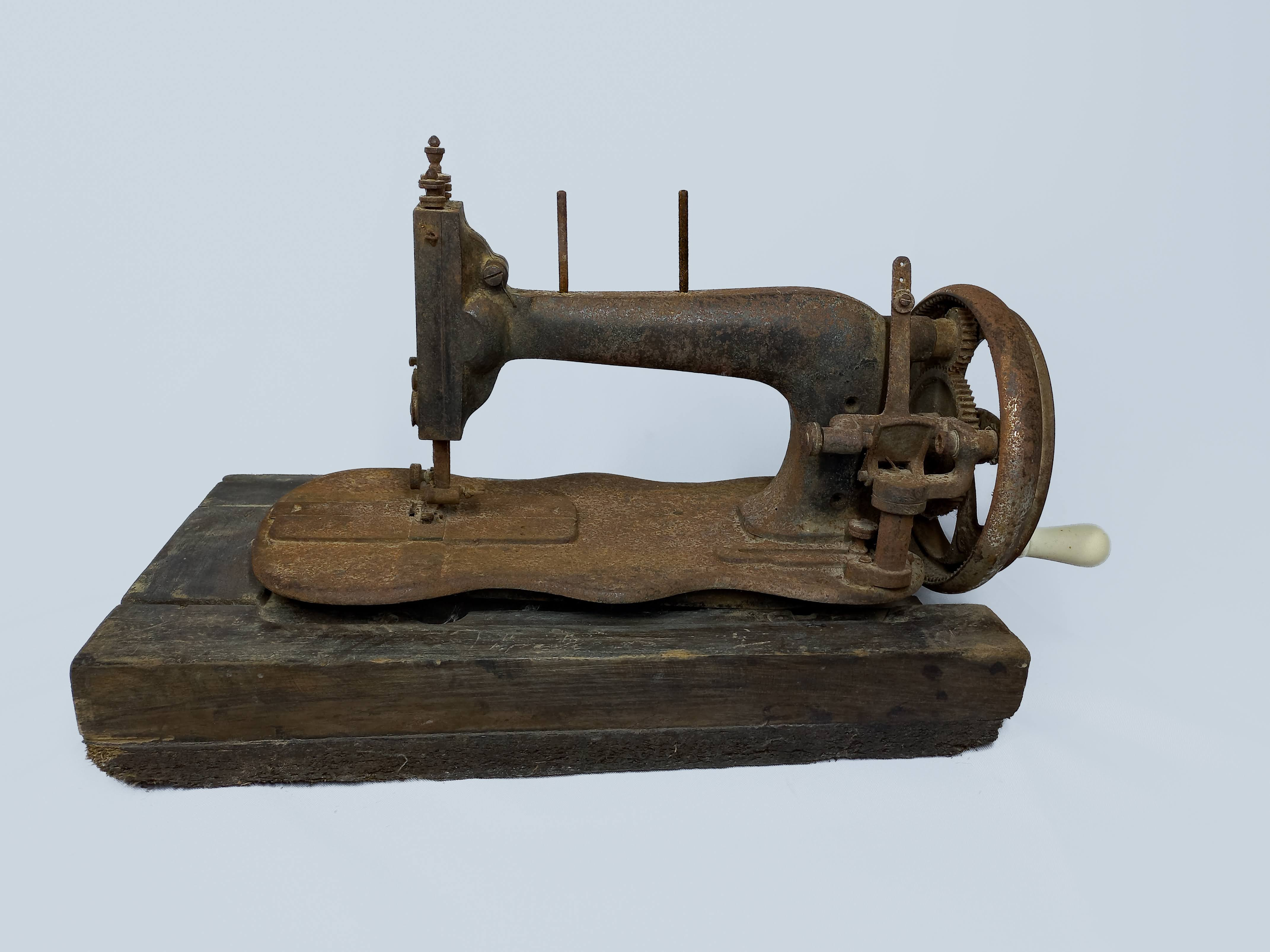
старая швейная машина
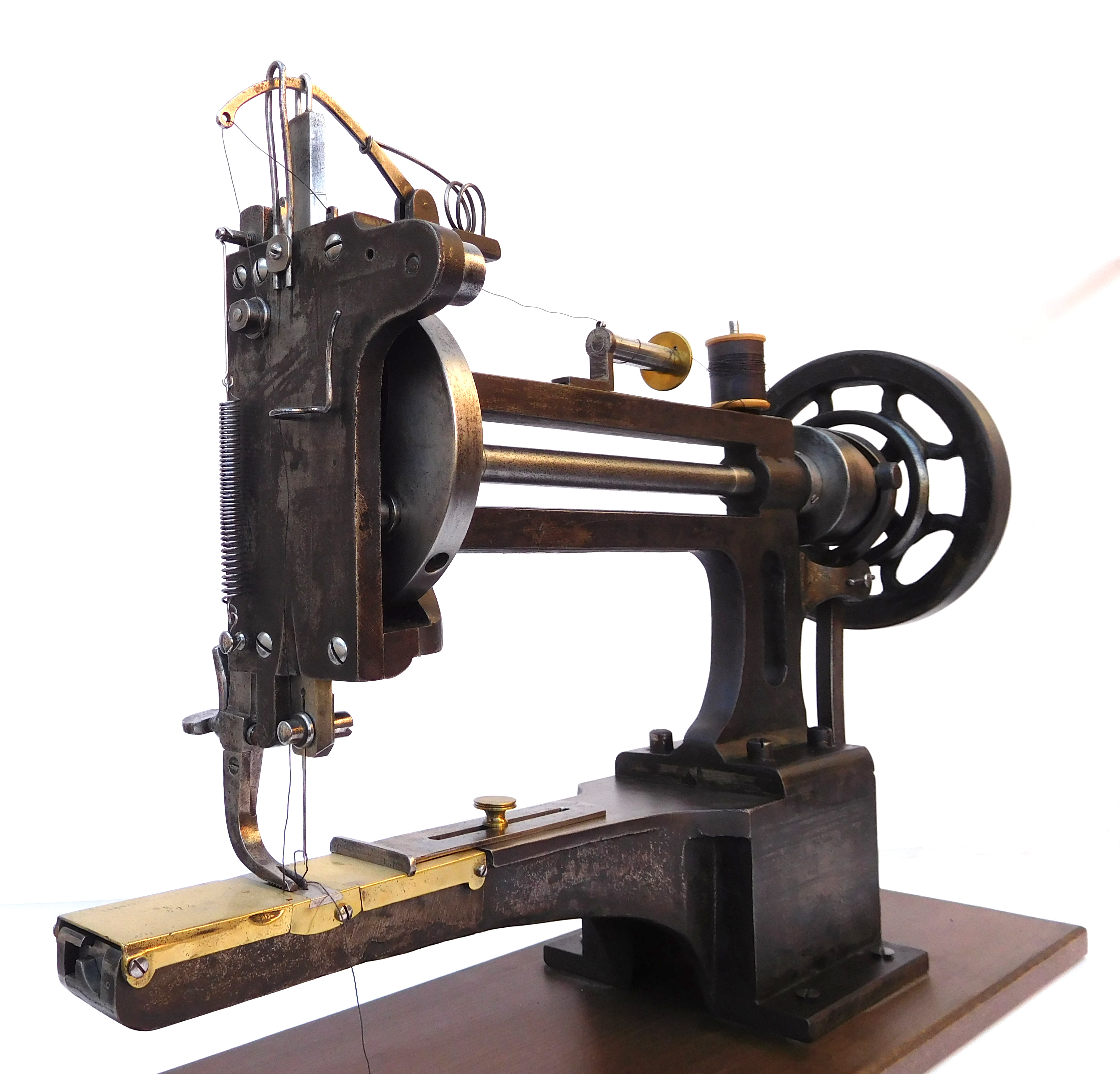
швейная машина 1864 года
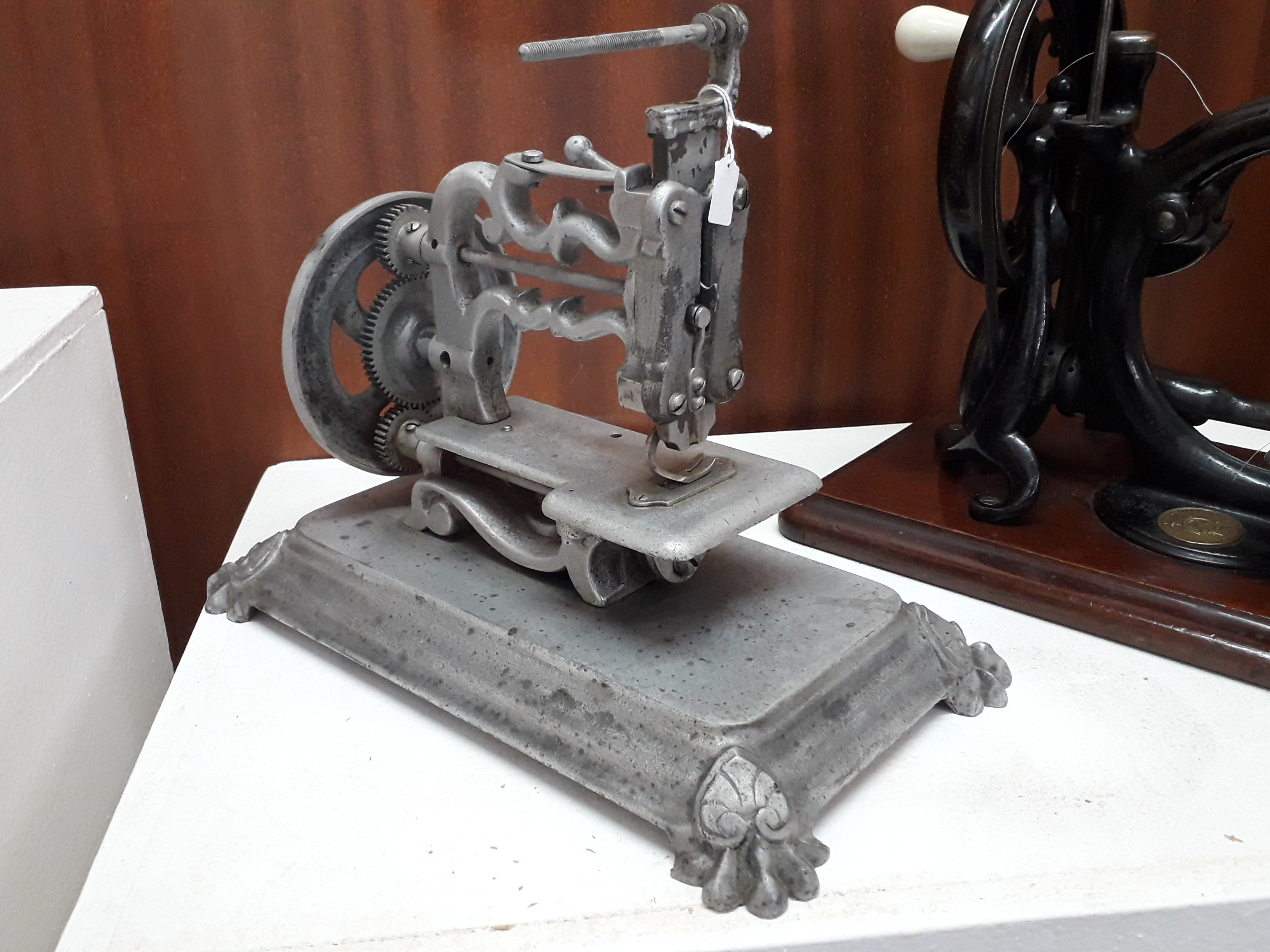
швейная машина 1875 года
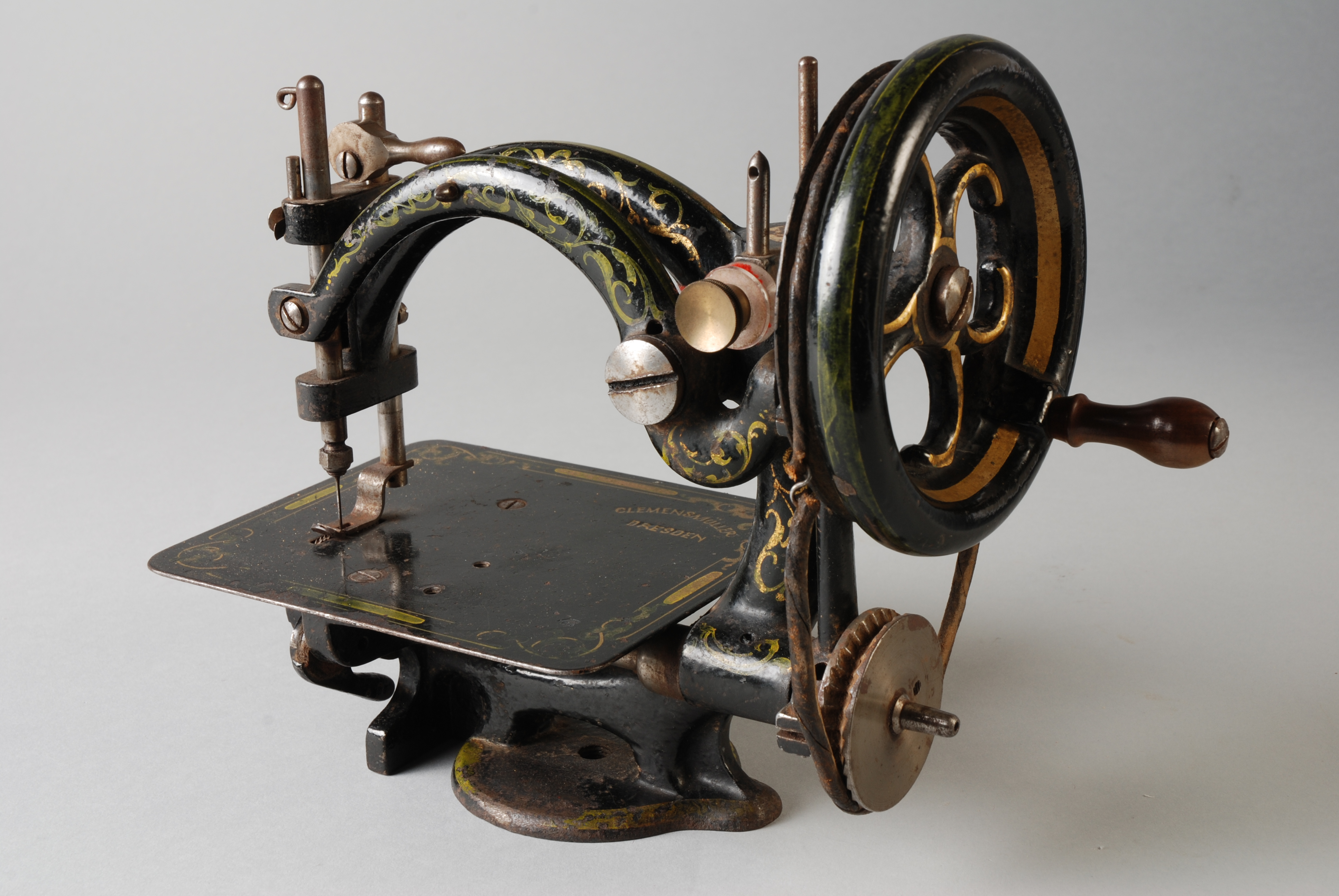
швейная машина 1880 года
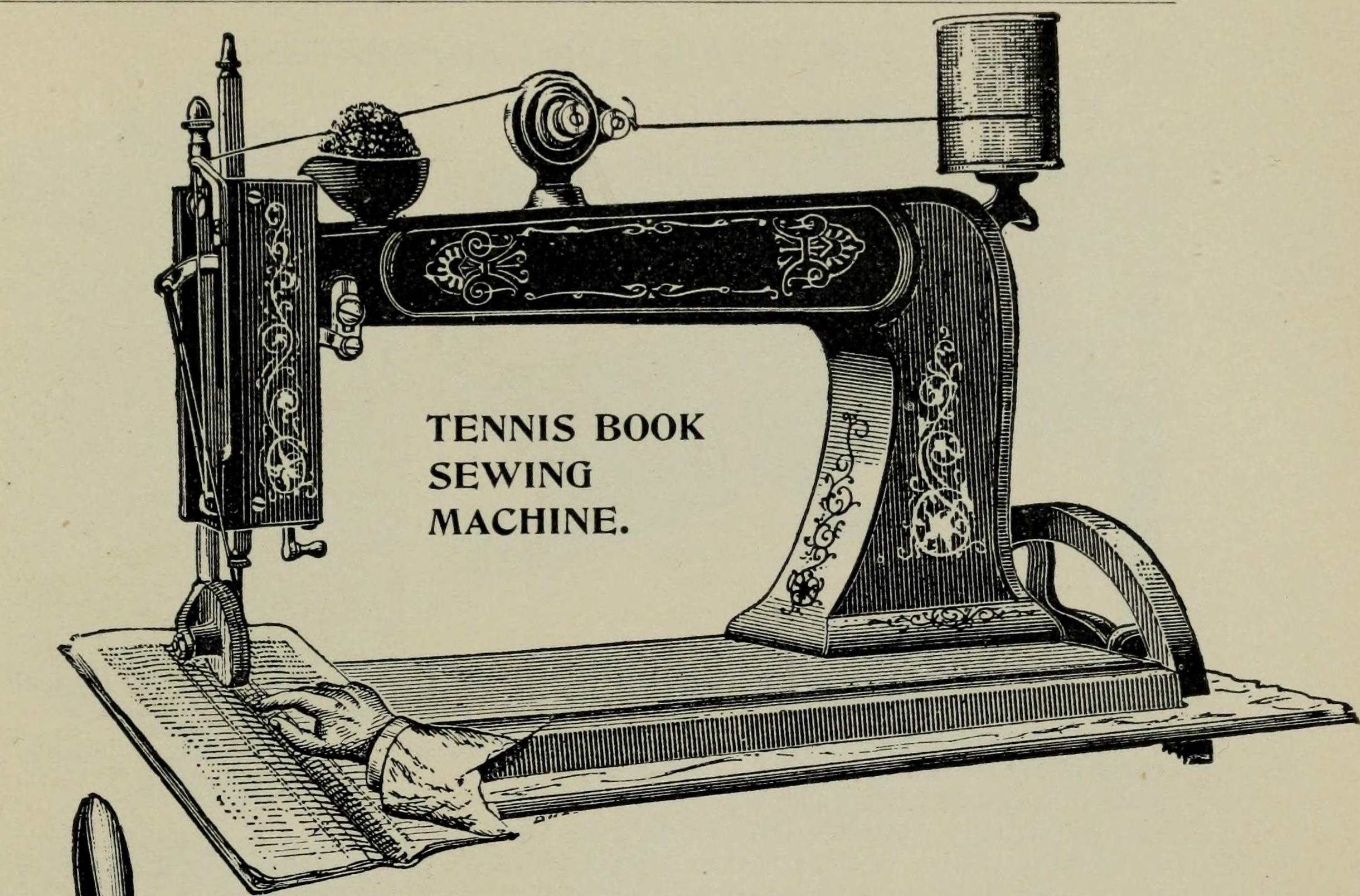
швейная машина 1897 год
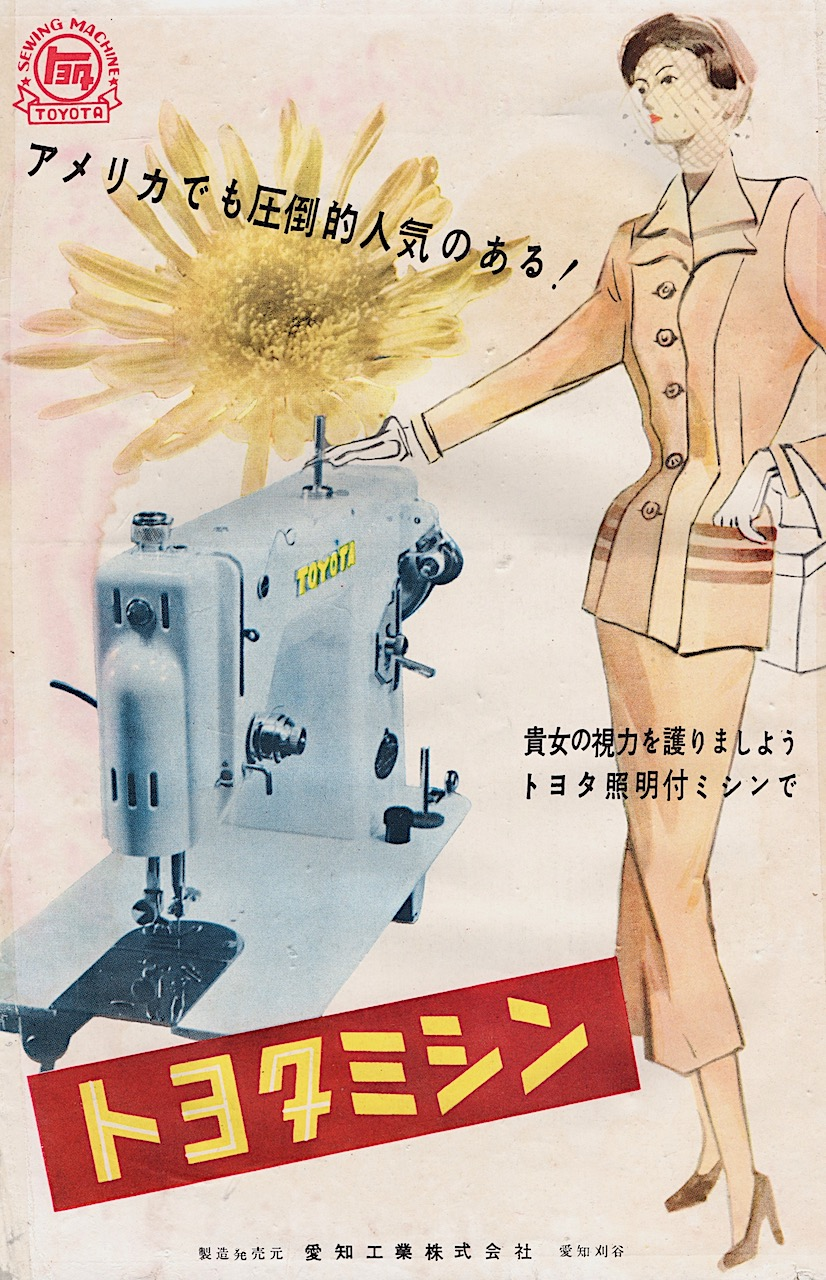
швейная машина «Тойота» 1952 года

## Виды швейных машин

### Бытовые швейные машины
- Швейные машины челночного стежка

Механические и электромеханические.

Электромеханическая швейная машина

В механических швейных машинах за перемещение иглы и движение транспортёра ткани отвечают шестерёнки специальной формы, рычаги, колёса, копиры и тому подобная механика. Машины с механическим управлением, в силу технологических особенностей, могут выполнять ограниченное количество строчек относительно простой формы. Механические машины приводятся в действие вращением рукоятки маховика или имеют ножной привод. Маховик электромеханической машины вращает коллекторный электродвигатель, а скорость шитья регулируется нажатием на педаль, связанную с тиристорным регулятором. Существуют модели, позволяющие выполнять шитьё без педали (на них устанавливается кнопка «старт/стоп» и регулятор скорости шитья).
Машины с микропроцессорным управлением (компьютерные машины).

В машинах с микропроцессорным управлением перемещением ткани и иглы управляет микропроцессор. Такой принцип управления снижает ограничения на сложность строчек и на их количество. Всё определяется объёмом памяти и программой, которую производитель заложил в ту или иную модель. Только машины с компьютерным управлением могут выполнять петли «с глазком» и сложные декоративные строчки. 
Вышивальные машиныПри работе на вышивальной машине ткань закрепляется в пяльцах. Механизм привода пялец получает команды от компьютера на перемещение ткани в соответствии с программой — «дизайном машинной вышивки». После завершения вышивки всех фрагментов одного цвета машина приостанавливается и ожидает заправку нити следующего цвета.
Швейно-вышивальные машиныМашины этого класса представляют собой машины с микропроцессорным управлением, к которым можно подключить вышивальный блок и использовать машину в качестве вышивальной.
- Швейные машины цепного стежка

Оверлоки
Плоскошовные машины
КоверлокиПлоскошовная машина, совмещённая с оверлоком
Подшивочные машиныМашины, выполняющие потайной шов цепными стежками с изнанки

### Промышленные швейные машины

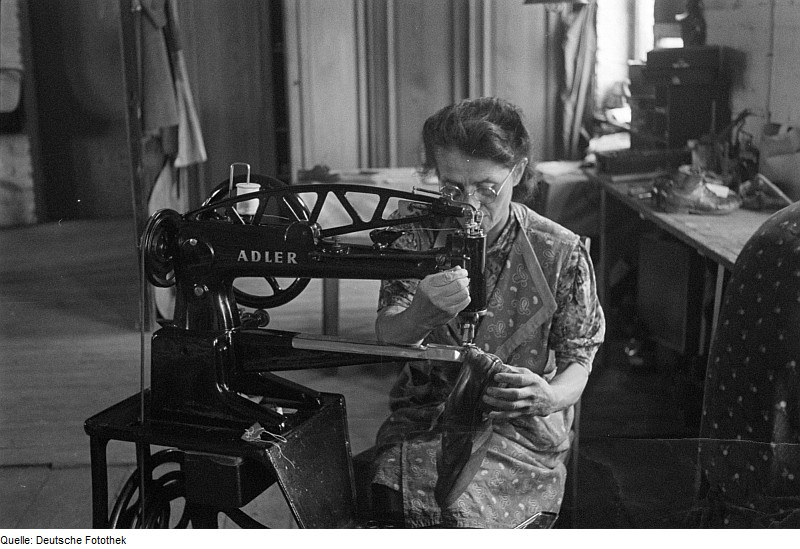
Швейная машина Adler для ремонта обуви — одноигольная прямострочная машина челночного стежка, с тонкой платформой со шпулькой, усиленным механизмом подачи иглы, и механизмом верхнего транспортёра сшиваемого материала, способным поворачиваться на 360 градусов.

Эти швейные машины отличаются узкой специализацией и большими производительностью и износостойкостью.
Классифицировать машины принято по назначению, уровню специализации, виду переплетения нитей.
Один из распространённых вариантов классификации приведён ниже:
- Для изготовления одежды
  - Швейные машины челночного стежка
    - Одноигольные прямострочные
    - Двухигольные прямострочные
    - Зиг-заг
    - Рукавные
    - Колонковые

  - Швейные машины цепного стежка
    - Прямострочные
    - Подшивочные
    - Оверлоки
    - Плоскошовные машины

  - Автоматы
    - Петельные
    - Пуговичные
    - Закрепочные
    - Для настрачивания карманов
- Вышивальные
- Специальные
  - Скорняжные
  - Мешкозашивочные
  - Ковровые оверлоки

- - Обувные

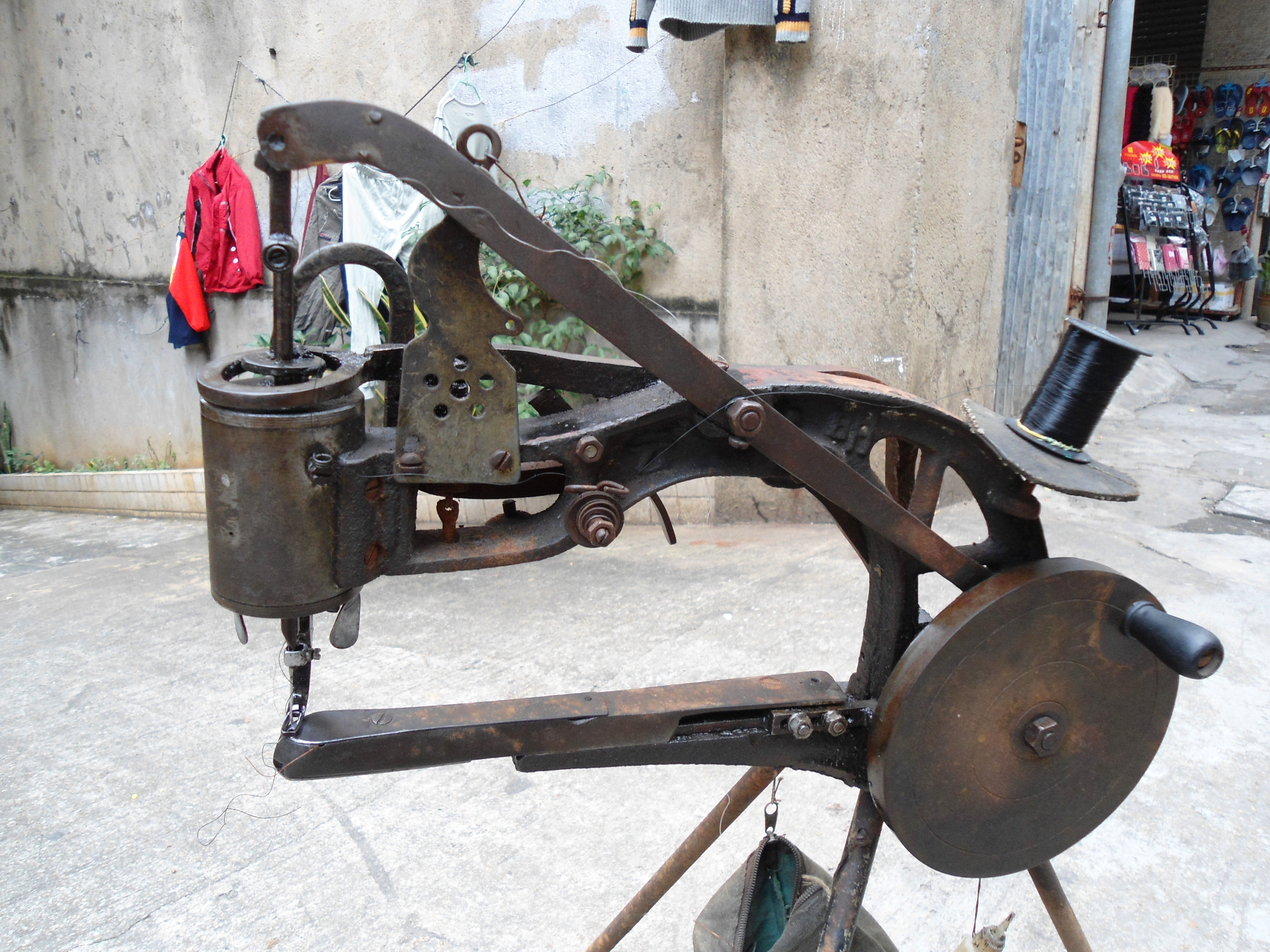
швейная машина для обуви

  - Для изготовления парусов и множество других

Материалы
В зависимости от толщины обрабатываемых материалов, промышленные машины делятся на машины:
- Для лёгких тканей.
- Для средних тканей.
- Для тяжёлых тканей.

#### Типыэлектродвигателей
- Асинхронный с фрикционными муфтами — работает всё время, пока включено электропитание машины, независимо от того, проводится швейная операция или нет.
- Сервомотор — включается только во время нажатия на ножную педаль привода машины.

#### Продвижение материала
Наиболее простым способом транспортирования обрабатываемого материала является его продвижение при помощи только зубчатой рейки. Такой способ имеет недостаток, выражающийся в некоторой посадке (сдвиге и стягивании) нижнего слоя ткани относительно верхнего, так как верхний слой притормаживается за счёт трения о прижимную лапку машины. Чтобы минимизировать проявление такого дефекта, были изобретены машины с двойным и тройным продвижением ткани. При двойном (игольном) продвижении, кроме рейки, в движении материала также участвует игла машины, которая, находясь в ткани, движется одновременно с зубчатой рейкой. При тройном (унисонном) продвижении к игольному добавляется продвижение лапкой, которая движется одновременно с зубчатой рейкой и иглой.

## Виды стежков
Качество машинных стежков и строчек оценивается по их прочности, распускаемости, равномерности натяжения ниток и длины стежка, отсутствию пропусков.
Для обеспечения этих условий необходимо:
1. Правильно выбрать класс машин в зависимости от вида изделия, материала и выполнения операций.
2. Правильно подобрать в соответствии с материалом номер иглы и нитки.
3. Правильно установить иглу, давление лапки.
4. Отрегулировать натяжение нити, длину стежка.

### Цепной стежок
Шов однониточного цепного стежка выполняется одной нитью, и очень легко распускается при повреждении нити или браке при шитье. Такому шву присущ большой расход нити и неаккуратный внешний вид с изнаночной стороны.
Строчки цепного стежка разнообразны по внешнему виду выполнения и применения, однако для всех них характерен общий признак переплетения нитей, осуществляемый путём ввода нитей в петлю предыдущего стежка или другой нити.
Существует два способа формирования цепного стежка:
- При первом способе используется игла с ушком у острия, как и у швейных машин с челночным механизмом. Когда игла движется из нижнего положения, нить, проходящая через ушко иглы, захватывается специальным крючком и удерживается до следующего стежка. При следующем стежке, когда игла проходит сквозь ткань, петля нити сбрасывается с крючка и обхватывает иглу. Когда игла поднимается, крючок захватывает новую петлю.
- Во втором варианте швейного узла используется крючок, аналогичный вязальному. Когда крючок прокалывает ткань, специальный механизм обматывает вокруг него нить. Крючок продевает петлю нити сквозь ткань, и когда тот делает новый стежок, петля сбрасывается с кончика крючка, но остаётся обмотана вокруг его стержня. Когда крючок поднимается, он протаскивает новую петлю сквозь ткань и петлю предыдущего стежка.

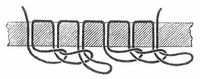
Шов, сделанный однониточным цепным стежком. Центральная петля — брак, этот шов под нагрузкой распустится.
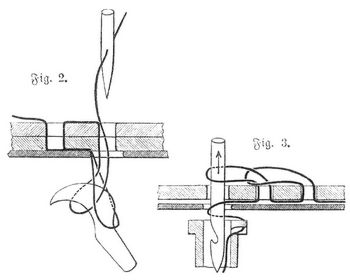
Механизмы формирования петли цепного стежка

Шов из таких стежков часто применяется для зашивания мешков, так как его легко распустить, когда приходит время мешок открывать. Для этой цели производятся мешкозашивочные машины. Также однониточный цепной шов используется в малогабаритных дорожных и детских швейных машинках из-за простоты конструкции швейного узла. Также используется потайной стежок — для закрепления подогнутых краёв деталей, краеобмёточный — для сшивания меховых шкурок, зигзагообразная — для обмётывания петель в сорочках.
Двухниточный цепной стежок выполняется двумя нитями и не распускается при повреждении одной из нитей.

### Оверлочный шов
Оверлочный шов (см. статью Оверлок) является вариацией шва цепного стежка и выполняется всегда по краю материала. Такой шов может быть выполнен двумя, тремя или четырьмя нитями, одной или двумя иглами. Чаще всего оверлочные швы применяются для защиты края материала от осыпания.
Многие заблуждаются, думая, что бывают швейные машины «со встроенным оверлоком», тогда как швейные машины могут выполнять лишь имитацию оверлочной строчки.

### Челночный стежок
Челночный стежок образуется из двух ниток, верхней (нить иглы) и нижней (нить челнока).
Чтобы избавиться от недостатков цепного шва, в швейных машинах используют двухнитевой челночный шов. В таком шве используются две нити, которые при правильной работе машины переплетаются в толще ткани. Такой шов выглядит одинаково с лицевой и с изнаночной стороны, на него расходуется приблизительно в 1,5 раза меньше нити, чем на цепной шов и он не распускается при обрыве нити.
Для формирования челночного стежка используется игла с ушком у острия. Нижняя нить наматывается на шпулю, вокруг которой обводится петля верхней нити. Для того, чтобы петля верхней нити беспрепятственно обводилась вокруг шпули и одновременно затягивалась после завершения стежка, используется нитепритягиватель — рычаг с отверстием, в которое продевается верхняя нить. Когда верхняя нить обводится вокруг шпули, нитепритягиватель ослабляет верхнюю нить и подтягивает, когда игла выходит из ткани.
Изначально в швейных машинах использовался челнок, по конструкции аналогичный челноку ткацкого станка. В таком механизме шпуля была достаточно длинной и тонкой и вкладывалась в челнок либо с верхнего торца (так называемый челнок-«лодочка»), либо с заднего (челнок-«пуля»). Один из концов челнока был заострён, а поверхность его была гладкой, без выступов, за которые могла бы зацепиться нить. Челнок помещался в специальный держатель, в котором он зажимался так, чтобы не мог выскользнуть, и при этом нить могла свободно скользить по всей его поверхности. Когда игла поднималась из нижнего положения, такой челнок острым концом продевался между иглой и нитью. Сходя с челнока, верхняя нить обхватывала нижнюю и при дальнейшем подъёме иглы затягивалась. К концу XX века такой механизм вышел из употребления.
В более современных швейных машинах шпуля устанавливается на неподвижную ось. Вокруг челнока верхнюю нить обводит специальный механизм с крючком. Этот механизм может совершать полный оборот вокруг шпули, либо пол-оборота. Первый вид механизма позволяет обеспечить большую скорость работы, но требует передачи к челноку вращательного движения, что несколько усложняет конструкцию машины.
Челночная строчка имеет одинаковый внешний вид с лицевой и с изнаночной стороны материала. Её качество во многом зависит от правильности натяжения ниток.
В норме узел переплетения нитей должен располагаться посередине толщины материала. При ослаблении натяжения одной нити их переплетение располагается на поверхности материала, что допускается только в специальных случаях (для обработки сборок). Это строчка применяется для соединения деталей одежды, отделки краёв. Она обладает достаточной прочностью и при нормальном натяжении ниток трудно распускается.

### Зигзагообразная челночная строчка
Зигзагообразная челночная строчка выполняется на швейной машинке, в которой игла, кроме движения вверх и вниз, совершает отклонение поперёк строчки, в некоторых машинах отклоняет полуфабрикат. Это строчка более эластичная, чем прямолинейная и используется для обработки краёв низа подкладки в женском пальто, в выстёгивании деталей и т. д.

## Механизм подачи
Механизм подачи (транспортёр) бывает нижний, верхний, двойной, с тройным продвижением, который не отпускает прижим ткани даже для того, чтобы переставить лапку. Бывает однонаправленный, бывает поворотный.

## Лапки
У швейных машин лапка должна прижимать материал к поверхности стола, чтоб при вытягивании верхней нити не давать свободы материалу. Существует большое количество разновидностей лапок, они применяются в зависимости от формы пришиваемых элементов. Специальные лапки существуют для пришива пуговиц, лент, застёжек-молний, для разного вида подгиба краёв, вшива кантов, штопки, вышивания и так далее.